# Керлештій-дін-Дял
Керлештій-дін-Дял (рум. Cherleștii din Deal) — село у повіті Олт в Румунії. Входить до складу комуни Теслуй.
Село розташоване на відстані 139 км на захід від Бухареста, 10 км на північ від Слатіни, 47 км на північний схід від Крайови.

## Населення
За даними перепису населення 2002 року у селі проживали 587 осіб. Усі жителі села рідною мовою назвали румунську.
Національний склад населення села:
| Національність | Кількість осіб | Відсоток |
| -------------- | -------------- | -------- |
| румуни         | 582            | 99,1%    |
| цигани         | 5              | 0,9%     |